# Polnoč
Za istoimenski glasbeni album skupine Zeus glej Polnoč (album).
Pólnoč, z dobesednim pomenom na pol noči, je trenutek v dnevu, ko Sonce navidezno zavzame najnižjo lego pod obzorjem, nasprotno od poldneva, ko ima najvišjo. Tedaj za opazovalca zveznica med središčem Zemlje in Soncem poteka skozi dano opazovališče. Ta trenutek je izbran za začetek dneva, takrat je ura 00:00 (0 ur in 0 minut) ali pa 12:00 AM.
Polnoč ima po verovanju nekaterih tudi mnoge čarobne lastnosti, pravijo da je polnoč ura strahov.